# Starla e le sette gemme del mistero
Starla e le sette gemme del mistero (Princess Gwenevere and the Jewel Riders/Starla & the Jewel Riders) è una serie animata statunitense del 1995-1996, trasmessa in Italia da Italia 1 (nel contenitore Bim bum bam) a partire dal luglio 1999.
La serie è basata in parte sulla mitologia arturiana e fu inizialmente commissionata da Hasbro per accompagnare una linea di giocattoli. Le tre protagoniste furono concepite per rappresentare un modello per le ragazze. Per l'autunno 1998 fu prevista una terza stagione, successivamente cancellata.
Il cartone animato ha ispirato una serie di libri per bambini, Avalon: Web of Magic, pubblicati a partire dal 2001 e scritti da Rachel Roberts. Nonostante si allontanino notevolmente dalla serie animata, mantengono alcune idee e nomi, il titolo di un episodio e il testo di una delle canzoni. La serie è composta da 12 romanzi e 3 graphic novel, intitolate Avalon: The Warlock Diaries.
Nel 2023 Mad Cave Studios ha annunciato un reboot a fumetti intitolato Princess Gwenevere and the Jewel Riders. Scritto da Jordie Bellaire e disegnato da Koi Carreon, il primo volume è stato pubblicato il 28 maggio 2024.

## Trama
Le vicende si svolgono sull'isola di Avalon, rappresentata come un'utopia fiabesca, che trae la propria energia dai gioielli della corona. La storia segue la giovane principessa di Avalon, Starla, nelle battaglie contro le forze dell'oscurità per assicurare la pace e l'armonia del regno.

### Prima stagione
Il mago Merlino guida la principessa Starla e le sue amiche Tamara e Fallon nell'utilizzare il potere dei propri gioielli incantati: la Pietra del Sole di Starla, la Pietra della Luna di Fallon e la Pietra del Cuore di Tamara. I gioielli permettono alle tre ragazze di comunicare con i loro Amici Speciali, animali magici che possiedono una pietra simile sul collo, ma che non hanno ancora trovato. Per prima cosa, Starla deve trovare il proprio Amico Speciale e realizzare il suo destino: diventare la leader dei Cavalieri delle Gemme, campionesse di bontà e guardiane della reggia di New Camelot, che fanno rispettare le leggi di Avalon e difendono il suo popolo. Tuttavia, la  strega Lady Kale, grazie al potere della Pietra Oscura, imprigiona Merlino nel regno nascosto della Magia Incontrollata e ruba i gioielli della corona per diventare la sovrana di Avalon. All'ultimo momento, però, Merlino riesce a disperdere i gioielli, salvandoli da Kale. Starla, Tamara e Fallon hanno il compito di ritrovarli e, grazie al loro potere, di liberare Merlino ed il regno di Avalon dalle oscure forze del male. Nella loro missione, sono aiutate dal trio dei Cavalieri di Avalon, che cavalcano dei lupi e possiedono il potere delle Pietre della Foresta.

### Seconda stagione
I Cavalieri delle Gemme cominciano la ricerca degli antichi Gioielli del Mago e si rendono conto che i gioielli della corona le hanno rese sette volte più potenti di prima: devono quindi imparare a controllare la loro nuova forza. Nel frattempo, Kale, svanita nel limbo della Magia Incontrollata, raggiunge il castello dell'incantatrice Morgana, una dei leggendari Grandi Maghi e creatrice della Pietra dell'Oscurità. La fata trama vendetta verso Merlino, che, mille anni prima, avendo scoperto i suoi piani per detronizzarlo, l'aveva intrappolata nella Magia Incontrollata. Kale e Morgana stringono un'alleanza, unendo le forze contro il mago di Avalon, mentre segretamente tramano l'una contro l'altra. Kale riesce così a liberarsi dalla Magia Incontrollata e a tornare nel mondo reale. Intanto, i Cavalieri delle Gemme cercano di recuperare i gioielli prima che cadano nelle mani di Morgana, che li userebbe per completare la conquista di Avalon, e di liberare Merlino, ancora imprigionato, per ristabilire l'equilibrio magico del regno.

## Personaggi

### Cavalieri delle Gemme
Starla
Doppiata da: Kerry Butler (prima stagione), Jean Louisa Kelly (seconda stagione) (edizione originale) / Anna Maria Tulli (edizione italiana)
Principessa di Avalon, figlia della regina Anya e di re Jared. Ha 16 anni, è coraggiosa, impulsiva, allegra e ama divertirsi; talvolta si dimostra viziata, snob e leziosa. È appassionata di moda, adora indossare abiti stravaganti e partecipare alle feste reali. Nonostante sia la più inesperta dei Cavalieri delle Gemme, ne diventa la leader. Possiede la Pietra del Sole, Gioiello della Luce, di colore arancione, che diventa più potente se esposta ai raggi del Sole, donatale da sua madre durante la cerimonia dell'Anello dell'Amicizia. È sempre stata attratta da Drake, leader dei Cavalieri di Avalon, ma pensa sia un po' troppo presuntuoso. Nella seconda stagione s'innamora del principe Ian, un lupo mannaro. La sua Amica Speciale è l'unicorno alato Sunstar, che ha salvato da Kale. L'ha aiutata a superare la paura del volo, che la rendeva una fuorilegge tra gli altri unicorni.
Fallon
Fallon è il maschiaccio del gruppo, una guerriera sfrontata, talvolta aggressiva, ma dal cuore tenero. Audace e risoluta, si è allenata duramente in autodifesa e tecniche di sopravvivenza. È interessata allo studio delle scienze e all'archeologia. Amante della natura, conosce la foresta come il palmo della sua mano. Non va d'accordo con i suoi genitori, Alfred e Minerva, perché non hanno partecipato alla cerimonia dell'Anello dell'Amicizia quando ha ricevuto la Pietra della Luna. Essi, infatti, disapprovano il suo essere una Jewel Rider e avrebbero preferito che diventasse una maestra artigiana come loro. Possiede la Pietra della Luna, che si potenzia durante la notte, capace di creare illusioni e rivelare gli oggetti nascosti. La sua Amica Speciale è l'unicorno alato Moondance, gentile e paziente, coraggiosa e veloce, figlia della regina degli unicorni Sierra.
Tamara
Doppiata da: Laura Dean (edizione originale)
Tamara è la più grande e la più esperta dei Cavalieri delle Gemme. È una musicista e un'artista dotata, che lavora come custode responsabile dell'allenamento dei cuccioli degli animali magici, dai quali è sempre circondata. I suoi genitori, Doc e Charity, gestiscono la Heartland Farm, una sorta di asilo per animali magici. Spirituale e tuttavia pratica, Tamara è molto materna e agisce come voce della ragione quando Fallon e Starla litigano; le sue due compagne si rivolgono spesso a lei per ricevere consigli. Possiede la Pietra del Cuore, di colore rosso, che ha il potere di guarire e capire gli animali, nonché di trasformarsi o potenziare qualsiasi strumento. La Pietra del Cuore appartiene al gruppo delle Pietre Selvagge: questo significa che è imprevedibile. Nella prima stagione, cavalca Moondance insieme a Fallon, mentre nella seconda stagione trova il suo Amico Speciale, l'unicorno alato Shadowsong, dal manto zebrato, che all'inizio è molto diffidente nei suoi confronti.

### Antagonisti
Lady Kale
Doppiata da: Corinne Orr (edizione originale) / Cinzia Massironi (edizione italiana)
Zia di Starla e sorella di Anya. Merlino le negò la Pietra del Sole, e quindi anche il trono, nonostante fosse magicamente più dotata di sua sorella. Diventata una maga fuorilegge al servizio del male, trama vendetta ed è decisa a conquistare Avalon. Nella seconda stagione, alleatasi con Morgana, riesce a liberarsi dalla Magia Incontrollata e a tornare ad Avalon, dove agisce come occhi e orecchie dell'alleata. Al termine, viene sconfitta da Starla e Ian e trasformata in una statua di pietra. Possiede la Pietra Oscura, il gioiello magico che in realtà appartiene a Morgana.
Morgana
Feroce e senza scrupoli, è una leggendaria incantatrice che ha creato la Pietra Oscura, principale antagonista della seconda stagione. Come ogni Grande Mago, Morgana non necessita di pietre magiche per usare i propri poteri ed è in grado di levitare senza sforzo. È apparentemente immortale o, perlomeno, invecchia molto lentamente. Mille anni prima, era la leader dei Grandi Maghi, con i quali architettò un piano per detronizzare Merlino e impossessarsi della magia di Avalon. Scoperti, furono tutti banditi nella Magia Incontrollata, dalla quale Morgana non riesce ad uscire, ma solo a proiettare una sua illusione all'esterno. Al termine della seconda stagione, riesce a liberarsi insieme agli altri Grandi Maghi, ma vengono sconfitti dai Cavalieri delle Gemme e imprigionati nuovamente.

### Altri personaggi
Mago Merlino
Doppiato da: Maurizio Scattorin (edizione italiana)
Mentore della principessa Starla, è un mago saggio e potente, che scoprì per primo la terra di Avalon e riunì i gioielli della corona. Mille anni prima, bandì nella Magia incontrollata gli altri Grandi Maghi che avevano complottato contro di lui e contro il regno; successivamente, si rifiutò di consegnare la Pietra del Sole a Kale, impedendole di salire al trono. All'inizio della serie, si occupa di allenare i futuri Cavalieri delle Gemme, prima di essere imprigionato da Kale, tramite il potere della Pietra Oscura, nella Magia Selvaggia. Riuscì, però, a disperdere i gioielli della corona, necessari per regnare su Avalon. Il gioiello sulla sua verga permette di aprire la scatola dove si trovano i gioielli della corona. A causa della rottura della verga al termine della prima stagione, Merlino non riesce a liberarsi finché Starla non gli consegna la verga dell'Unico Gioiello. Il suo compagno è Archie, un gufo parlante.
Archie
Doppiato da: Henry Mandell (edizione originale) / Pietro Ubaldi (edizione italiana)
Un gufo parlante, compagno di Merlino, famoso per la sua battuta "Cala, cala, Merlino! Cala!".
Cavalieri di Avalon
Protettori del Palazzo di Cristallo di Avalon, cavalcano dei lupi. Il trio è formato da Drake, dal cuore buono ma un po' arrogante, innamorato di Starla, il cui lupo è Thunder; Josh, un ragazzo espansivo che non ha paura di dire ciò che pensa, con una passione per gli scherzi, il cui lupo è Stormrunner; Max, tranquillo, leale e gentile, il cui lupo è Shadow. Re Jared faceva anticamente parte dei Cavalieri di Avalon, insieme al suo lupo Goliath. Detengono il potere delle Pietre della Foresta.
Ian
Misterioso principe della Foresta di Arden, è un lupo mannaro, che usa il potere di uno dei Gioielli del Mago per restare umano. Nella sua forma animale, è molto potente e si rivela fondamentale per l'ultima battaglia contro Morgana. È innamorato, ricambiato, di Starla.

## Episodi

### Prima stagione
| N° | Titolo originale          | Titolo italiano                               | Data USA          | Data Italia    |
| -- | ------------------------- | --------------------------------------------- | ----------------- | -------------- |
| 1  | Jewel Quest - Part 1      | Arriva Starla                                 | 10 settembre 1995 | 22 luglio 1999 |
| 2  | Jewel Quest - Part 2      | Un gioiello misterioso                        | 17 settembre 1995 | N.D.           |
| 3  | Travel Trees Can't Dance  | Ma gli alberi da viaggio non sanno ballare?   | 24 settembre 1995 | N.D.           |
| 4  | Song of the Rainbow       | Il canto dell'arcobaleno                      | 1º ottobre 1995   | N.D.           |
| 5  | Wizard's Peak             | Il picco del mago                             | 8 ottobre 1995    | N.D.           |
| 6  | For Whom the Bell Trolls  | Per chi suona alla porta della casa dei troll | 15 ottobre 1995   | N.D.           |
| 7  | The Faery Princess        | La principessa fatata                         | 22 ottobre 1995   | N.D.           |
| 8  | Badlands                  | Fuga dalle malefiche terre                    | 26 ottobre 1995   | N.D.           |
| 9  | Home Sweet Heart Stone    | Non c'è cuore di pietra come casa             | 5 novembre 1995   | N.D.           |
| 10 | Love Struck               | Il forsennato trionfo dell'amore              | 12 novembre 1995  | N.D.           |
| 11 | Dreamfields               | I campi dei sogni                             | 19 novembre 1995  | N.D.           |
| 12 | Revenge of the Dark Stone | Verso la disintegrazione della Pietra Oscura  | 26 novembre 1995  | N.D.           |
| 13 | Full Circle               | Un cerchio pieno di luce                      | 3 dicembre 1995   | N.D.           |

### Seconda stagione
| N° | Titolo originale                  | Titolo italiano                              | Data USA          | Data Italia |
| -- | --------------------------------- | -------------------------------------------- | ----------------- | ----------- |
| 14 | Morgana                           | La terribile Morgana                         | 8 settembre 1996  | N.D.        |
| 15 | Shadowsong                        | La comparsa di Shadowsong                    | 15 settembre 1996 | N.D.        |
| 16 | Fashion Fever                     | La febbre del fascino                        | 22 settembre 1996 | N.D.        |
| 17 | The Wizard of Gardenia            | Il mago di Gardenia                          | 29 settembre 1996 | N.D.        |
| 18 | Vale of the Unicorns              | La vallata degli unicorni                    | 6 ottobre 1996    | N.D.        |
| 19 | Prince of the Forest              | Il principe della foresta                    | 13 ottobre 1996   | N.D.        |
| 20 | The Wishing Jewel                 | Il gioiello dei desideri                     | 20 ottobre 1996   | N.D.        |
| 21 | The Jewel of the Sea              | Il gioiello del mare                         | 27 ottobre 1996   | N.D.        |
| 22 | Trouble in Elf Town               | Corsa contro il tempo nella Città degli Elfi | 3 novembre 1996   | N.D.        |
| 23 | Mystery Island                    | L'Isola dei Misteri                          | 10 novembre 1996  | N.D.        |
| 24 | The Fortune Jewel                 | Il gioiello della fortuna                    | 17 novembre 1996  | N.D.        |
| 25 | Lady of the Lake/Spirit of Avalon | La dama del lago/Lo spirito di Avalon        | 24 novembre 1996  | N.D.        |
| 26 | The One Jewel/The Last Dance      | L'ultimo gioiello/Il ballo finale            | 12 dicembre 1996  | N.D.        |

## Trasmissioni e pubblicazioni

### Trasmissioni televisive
Starla e le sette gemme del mistero è stato trasmesso, oltre che in Italia e negli Stati Uniti, in Bulgaria (con il titolo Принцеса Старла и сияйните ездачи), Canada su YTV, in Estonia su TV1 (con il titolo Printsess Starla), in Francia su France 3 (con il titolo Princesse Starla et les Joyaux magiques), in Germania su ORF eins e RTL II (con il titolo Starla und die Kristallretter), in Romania su TVR1 (con il titolo Printesa Starla), in Norvegia (con il titolo Prinsesse Starla og Juvelridderne), nelle Filippine su GMA Network (con il titolo Starla at ang mga Jewel Riders), in Polonia su TVN (con il titolo Starla i Jeźdźcy), in Portogallo su Sociedade Independente de Comunicação e Canal Panda (con il titolo Starla e as Jóias Encantadas), in Russia (con il titolo Принцесса Старла и повелители камней), in Serbia (con il titolo Старла и небески јахачи), in Spagna, sotto i titoli di La princesa Starla (TVE 1) e Starla i les amazones de les joies (TV3), in Svezia su Canal+, FilmNet e TV 3 (con il titolo Starla och juvelriddarna), e nel Regno Unito su GMTV agli inizi del 1990 e replicato su Pop Girl nel 2009.

### VHS
Negli Stati Uniti sono state pubblicate quattro VHS da Family Home Entertainment, contenenti solo una parte della prima stagione: Jewel Quest (che conteneva "Jewel Quest Part 1" e "Jewel Quest Part 2"), Wizard's Peak ("Wizard's Peak" e "Travel Trees Can't Dance"), For Whom the Bell Trolls ("For Whom the Bell Trolls" e "The Faery Princess"), e Full Circle ("Revenge of the Dark Stone" e "Full Circle").
In Europa, le videocassette sono arrivate nel Regno Unito (nel 1999, da Carlton Visual Entertainment) e in Francia (nel 2000 da Warner Home Video), e comprendevano anche la seconda stagione della serie.

### DVD
Digiview Entertainment riservò i diritti di pubblicare i DVD della serie nel 2006. Nonostante avesse espresso l'intenzione di pubblicare i primi due volumi nel tardo 2006 e quelli successivi nel 2007, il primo e unico DVD distribuito da Digiview fu Wizard's Peak, contenente i primi 5 episodi, distribuito nei punti vendita Wal-Mart nel 2009. Il titolo utilizzato è "Princess Gwenevere and the Jewel Riders" (Ginevra e le sette gemme del mistero), ma la versione contenuta nel DVD è quella europea, nella quale il nome della protagonista è Starla.
La prima stagione fu distribuita in DVD in Francia nel 2008 e, nello stesso anno, la serie completa fu pubblicata in Serbia.

### Trasmissione in Internet
La serie è stata resa disponibile in streaming gratuito per gli utenti americani e in download per gli utenti non americani da Lycos Cinema (successivamente Kidlet) nel 2008 e da SyncTV nel 2009. Il titolo utilizzato è Princess Gwenevere and the Jewel Riders, ma la versione è quella europea.

## Merchandising
Hasbro ha realizzato tre linee di action figure per bambini dai 4 anni in su:
1. Starla, Tamara, Fallon, Drake, Lady Kale, Sunstar, Moondance.
2. Deluxe Starla, Deluxe Tamara, Deluxe Fallon.
3. Starla trasformata.

Il merchandising comprende, inoltre, il gioco di carte da collezione distribuito da Upper Deck Company nel 1996.

## Accoglienza
Parlando della serie, il libro King Arthur in America riporta: "con le sue forti eroine femminili, è interessante, in parte perché è disegnato principalmente per le ragazze". Secondo Arthurian Literature, "la serie si rivolge alle ragazzine e insegna loro il valore dell'amicizia". Nel 2009, il sito Topless Robot inserì Starla e le sette gemme del mistero alla quinta posizione nella classifica dei "10 adattamenti più ridicoli della leggenda di re Artù". Nel 2010, una blogger del magazine Ms. reputò la serie "sessista e razzista" per avere "la potente figura femminile demonizzata come se fosse il male e la protagonista bionda con gli occhi azzurri".